# Conus colubrinus
Conus colubrinus é uma espécie de gastrópode do gênero Conus, pertencente a família Conidae.